# Talent Team Papendal Arnhem 2018-2019 (femminile)
Questa voce raccoglie le informazioni riguardanti il Talent Team Papendal Arnhem nelle competizioni ufficiali della stagione 2018-2019.

## Organigramma societario
Area direttiva
- Presidente: ?

Area organizzativa
- Team manager: Ruud Manenschijn

Area tecnica
- Allenatore: Juliën van de Vyver
- Assistente allenatore: Eelco Beijl
- Scoutman: Rianne Verhoek

Area sanitaria
- Fisioterapista: Huub Noordzij

## Rosa
| N° | Nome                  | Ruolo | Data di nascita  | Nazionalità sportiva |
| -- | --------------------- | ----- | ---------------- | -------------------- |
| 1  | Eline Geerdink        | C     | 3 maggio 2000    | Paesi Bassi          |
| 2  | Romy Brokking         | L     | 16 febbraio 2002 | Paesi Bassi          |
| 3  | Fleur Meinders        | P     | 13 agosto 2001   | Paesi Bassi          |
| 4  | Hyke Lyklema          | P     | 14 ottobre 2002  | Paesi Bassi          |
| 5  | Annika de Goede       | O     | 23 agosto 2003   | Paesi Bassi          |
| 6  | Iris Vos              | S     | 15 ottobre 2002  | Paesi Bassi          |
| 7  | Mirte Sluijs          | S     | 2003             | Paesi Bassi          |
| 8  | Jette Kuipers         | S     | 23 luglio 2002   | Paesi Bassi          |
| 9  | Britte Stuut          | C     | 11 gennaio 2003  | Paesi Bassi          |
| 10 | Anna Zijl             | S     | 19 febbraio 2002 | Paesi Bassi          |
| 11 | Pleun van der Pijl    | S     | 11 gennaio 2003  | Paesi Bassi          |
| 12 | Rianne Vos            | S     | 12 agosto 2000   | Paesi Bassi          |
| 15 | Anneclaire ter Brugge | C     | 20 febbraio 2002 | Paesi Bassi          |
| 16 | Annick Meijers        | S     | 23 marzo 2000    | Paesi Bassi          |
| 17 | Indy Baijens          | C     | 2001             | Paesi Bassi          |